# Route nationale 1B (Maroc)
Pour les articles homonymes, voir Route 1B.
La route nationale 1B ou N1B est une route nationale marocaine qui relie Dakhla à la Route nationale 1 le long de la presqu'île de Dakhla.
Elle portait le nom P1100 jusqu'en mai 2018.